# 帕羊镇
帕羊镇（藏語：བར་ཡངས་），是中华人民共和国西藏自治区日喀则市仲巴县下辖的一个乡镇级行政单位。

## 行政区划
帕羊镇下辖以下地区：
聂康村、岗久村、鲁康村和达热村。